# ДельТора
ДельТора — полтавський рок гурт. Гурт заснований в 2002 році завдяки зусиллям Євгена Янкевича. Сам Євген у 2001 році був фіналістом «Червоної Рути» і призером Всеукраїнського мистецького фестивалю «Зоряний Вітер», який проводить Пласт — Національна Скаутська Організація України. Пісні гурту доволі популярні серед пластунів. Гурт постійно напрацьовує музичний матеріал і в наш час[коли?] концертна програма гурту уже має понад 1,5 год.

## Засновник гурту та історія створення
Історія гурту тісно пов'язана з його ініціатором і засновником Євгеном Янкевичем. Сам Євген доволі давно захоплювався музикою різних жанрів. Уже в 2005 році у нього в доробку було понад 4 сотні пісень. Більшість пісень з раннього періоду написана в 90-х написана російською, та поступово відбувся перехід на україномовні тексти.
У 2001 році Євген стає фіналістом «Червоної Рути» і призером Всеукраїнського мистецького фестивалю «Зоряний Вітер», який проводить Пласт — Національна Скаутська Організація України. Відбувається чергова зміна життєвих пріоритетів. Євген вступає до Пласту і чітко орієнтується у стилі музики, яку б він хотів грати. Це буде арт-рок, подекуди з сильним впливом традиційного харду і етно-елементами. Тексти пісень стають виключно україномовними. Він давно мріяв про власний гурт і було уже декілька спроб створення, проте зібрати гурт вдалось лише у вересні 2002.
Гурт існує й досі, багато учасників гурту змінилося, але Євген не полишає своєї творчості. Змінювались усі, але дехто повертався знову, такі як Олег Калашник(Drammer)та Олексій Коваленко, у минулому клавішник гурту, а тепер бас-гітарист. На початку 2013р улюблениця і вже обличчя гурту, Алла Федорченко, полишає його. Ватага деякий час виступали чоловічим складом, та через деякий час Євген пропонує роль Алли — Лизі, дівчині ударника Олега, яка тривалий час подорожувала з гуртом у ролі фанатки та фотографа.

## Концертна діяльність
Вже у листопаді 2002 року ДельТора вперше виступає на сцені відбіркового конкурсу «Червона Рута». Далі гурт дає ряд концертів, найвизначнішим з яких є концерт у Кіровограді на початку лютого 2004 року та Київський «Рок-Булава» в жовтні 2004-го, і виступає на декількох фестивалях, зокрема на «Зоряному вітрі- 2003 і -2004», а також на декількох «Мазепа-Фест 2004—2007». У травні 2006 року гурт їде до Великої Британії, де дає концерт разом із гуртом «Абрау Дюрсо» у Польському культурному центрі. У 2006 році разом із гуртом «Сад» роблять невелике турне по п'яти обласних центрах України. У травні 2006 року з тим же гуртом «Сад» виступають засновниками всеукраїнського дійства «Проща до Тараса». Також з 2005 року «ДельТора» є постійним учасником дійств пам'яті Героїв бою під Крутами, зокрема фестивалю «Монотипія Духу» (м. Кропивницький). У червні 2006 року були учасниками фестивалю «Фестини у Євгена», де виступали разом з Плачем Єремії та Рутенією.
У 2009 році до 195-ліття Тараса Шевченка та на підтримку «Прощі до Тараса — 2009» відбувся благодійний тур рок-гуртів «ДельТора» та «Сад» з програмою на вірші Шевченка «Доле, де ти?».

## Склад гурту 2012 року
- Євген Янкевич — вокал, гітара (електро, акустика)
- Алла Федорченко (Arcana)– вокал, бек-вокал, тамбурин
- Максим Троцький — бас-гітара
- Тарас Кононенко (Ларс) — клавіші
- Олег Калашник — ударні
- В'ячеслав Родіонов — сопілка, флейта

## Склад гурту 2015 року
- Євген Янкевич — вокал, гітара (електро, акустика)
- Лиза Шарлай — вокал, бек-вокал
- Тарас Кононенко (Ларс) — клавіші
- Олег Калашник — ударні
- Олексій Коваленко — бас-гітара

## Відомі пісні гурту
В доробку гурту уже доволі багато пісень, що складають його концертну програму (понад 1,5 год), зокрема:
- Літо-Зима
- Ворон
- Залізне дерево
- Затоплена церква
- Кадавр
- Катакомби
- Марш Тарасівців
- Нація моя, мій Іслам
- На 12-ту ніч
- Ой горе тій чайці…
- Плакав ангел
- Серед поля навесні (кавер на пісню гурту «ВІЙ»)
- Прийшов москаль
- Скіфська колискова
- Сокира Перуна
- Спис Лоенгріна
- Український вампір
- Хочеться бути
- Это река Ганг
- Не потурай
- Самогон
- Пісенька про вчителя
- Думи мої
- Змія
- Рімейк Цоя
- Біжи, доки можеш
- Заповіт
- Серце вовка
- Степом, степом…
- Жінка на прив'язі